# استانیسواوا پژانوفسکا
استانیسواوا پژانوفسکا (لهستانی: Stanisława Perzanowska؛ ‏ ۲ ژوئیهٔ ۱۸۹۸ – ۲۴ مهٔ ۱۹۸۲) بازیگر و کارگردان نمایش اهل لهستان بود.
از جمله فیلم‌های او می‌توان به دختر ژنرال پانکراتوف اشاره کرد.